# Castelculier
Castelculier é uma comuna francesa na região administrativa da Nova Aquitânia, no departamento Lot-et-Garonne. Estende-se por uma área de 14,93 km². Em 2010 a comuna tinha 2 440 habitantes (densidade: 163,4 hab./km²).